# خوان مانويل دي روساس
خوان مانويل دي روساس (بالإسبانية: Juan Manuel de Rosas)‏ (30 مارس 1793 - 14 مارس 1877)، الملقب ب "مرمم للقوانين"، كان ضابط سياسي والجيش الذي حكم بوينس آيرس مقاطعة لفترة وجيزة الاتحاد الأرجنتيني. على الرغم من أن ولد في عائلة ثرية، روساس جمع ثروة شخصية مستقلة، والحصول على منح كبيرة من الأراضي في هذه العملية. جند روساس العاملين لديه في ميليشيا خاصة، كما كان شائعا للمالكي في المناطق الريفية، وشارك في النزاعات حزبي التي أدت إلى حروب أهلية لا نهاية لها في بلاده. منتصرة في الحرب، تأثيرا شخصيا، ومع حيازات واسعة وجيش خاص المخلصين، أصبح روساس هذا الزعيم الجوهر، كما كانت معروفة أمراء الحرب الإقليمية في المنطقة. وصل في نهاية المطاف إلى رتبة عميد، وهو أعلى مستوى في الجيش الأرجنتيني، وأصبح الزعيم بلا منازع في الحزب الفدرالي.
في ديسمبر 1829، أصبح روزاس حاكم مقاطعة بوينس آيرس، وأنشأ الدكتاتورية المدعومة من إرهاب الدولة. في عام 1831، وقع الميثاق الاتحادي، مع الاعتراف الحكم الذاتي الإقليمي وخلق الاتحاد الأرجنتيني. عندما فترة ولايته انتهت في 1832، غادر روساس إلى الحدود لشن الحرب على الشعوب الأصلية. بعد أن شن أنصاره انقلاب في بوينس آيرس، وطلب روساس للعودة وأخذ مرة أخرى منصب محافظ. روساس إعادة تأسيس نظامه الديكتاتوري، شكلت Mazorca (والشرطة الشعبية المسلحة)، وزيادة القمع ولجأ إلى الإرهاب مرة أخرى. قتل الآلاف نتيجة لذلك. أصبحت الانتخابات مهزلة، وأصبح التشريعية والقضائية أدوات طيعة مشيئته. خلق روساس عبادة الشخصية وأصبح نظامه الشمولي في الطبيعة، مع كل جوانب المجتمع تسيطر بشكل صارم.
تواجه روساس التهديدات لا تعد ولا تحصى خلال أواخر 1830s و 1840s في وقت مبكر. كان قد خاض حربا ضد الاتحاد بين بيرو وبوليفيا، تحملت الحصار من فرنسا، واجه تمردا في محافظته الخاصة واشتبكت تمرد الكبرى التي استمرت عاما وامتدت إلى عدد من المحافظات الأرجنتينية. روساس ثابر في جميع الصراعات ومدد نفوذه في المحافظات، وممارسة الرقابة الفعالة عليها من خلال الوسائل المباشرة وغير المباشرة. قبل عام 1848، كان قد مدد سلطته خارج حدود بوينس آيرس وكان مسلطا على كل من الأرجنتين. حاول روساس أيضا إلى ضم الدول المجاورة أوروغواي وباراغواي. فرنسا وبريطانيا العظمى وردت معا ضد التوسع الأرجنتيني وحصار بوينس آيرس لأكثر من 1840s في وقت متأخر. ومع ذلك، فإنها لم تتمكن من وقف روساس، التي تعززت بشكل كبير من قبل سلسلة من النجاحات له هيبة.
عندما بدأت الإمبراطورية البرازيل مساعدة أوروغواي ضد الأرجنتين، أعلن روساس الحرب في أغسطس 1851، ابتداء من حرب البلاتين. انتهى هذا النزاع القصير مع هزيمة روساس ورحلته إلى بريطانيا. وقد أمضى السنوات الأخيرة روساس في المنفى حيث عاش المستأجر المزارع وحتى وفاته في عام 1877. روساس حصل على التصور العام دائم بين الأرجنتينيين باعتباره طاغية وحشية. منذ 1930s، وهي حركة سياسية سلطوية، المعادية للسامية، والعنصرية في الأرجنتين دعا حاول التحريفية لتحسين روساس السمعة وإقامة دكتاتورية جديدة تقوم على نظامه. في عام 1989، أعيد رفاته من قبل الحكومة في محاولة لتعزيز الوحدة الوطنية، على أمل أن الأرجنتينيين أن يغفر كل من له وخصوصا في 1970s الدكتاتورية العسكرية. ومع ذلك، لا تزال روساس شخصية مثيرة للجدل في الأرجنتين.

## السيرة الذاتية
واجه روساس تهديدات لا تعد ولا تحصى خلال أواخر 1830s و 1840s في وقت مبكر. كان قد خاض حربا ضد الاتحاد بين بيرو وبوليفيا، تحملت الحصار من فرنسا، واجه تمردا في محافظته الخاصة واشتبكت تمرد الكبرى التي استمرت عاما وامتدت إلى عدد من المحافظات الأرجنتينية. روساس ثابر في جميع الصراعات ومدد نفوذه في المحافظات، وممارسة الرقابة الفعالة عليها من خلال الوسائل المباشرة وغير المباشرة. قبل عام 1848، كان قد مدد سلطته خارج حدود بوينس آيرس وكان مسلطا على كل من الأرجنتين. حاول روساس أيضا إلى ضم الدول المجاورة أوروغواي وباراغواي. فرنسا وبريطانيا العظمى وردت معا ضد التوسع الأرجنتيني وحصار بوينس آيرس لأكثر من 1840s في وقت متأخر. ومع ذلك، فإنها لم تتمكن من وقف روساس، التي تعززت بشكل كبير من قبل سلسلة من النجاحات له هيبة.
عندما بدأت الإمبراطورية البرازيل مساعدة أوروغواي ضد الأرجنتين، أعلن روساس الحرب في أغسطس 1851، ابتداء من حرب البلاتين. انتهى هذا النزاع القصير مع هزيمة روساس ورحلته إلى بريطانيا. وقد أمضى السنوات الأخيرة روساس في المنفى حيث عاش المستأجر المزارع وحتى وفاته في عام 1877. روساس حصل على التصور العام دائم بين الأرجنتينيين باعتباره طاغية وحشية. منذ 1930s، وهي حركة سياسية سلطوية، المعادية للسامية، والعنصرية في الأرجنتين دعا حاول التحريفية لتحسين روساس السمعة وإقامة دكتاتورية جديدة تقوم على نظامه. في عام 1989، أعيد رفاته من قبل الحكومة في محاولة لتعزيز الوحدة الوطنية، على أمل أن الأرجنتينيين أن يغفر كل من له وخصوصا في 1970s الدكتاتورية العسكرية. ومع ذلك، لا تزال روساس شخصية مثيرة للجدل في الأرجنتين.

## روابط خارجية
- خوان مانويل دي روساس على موقع الموسوعة البريطانية (الإنجليزية)